# Piret Raud

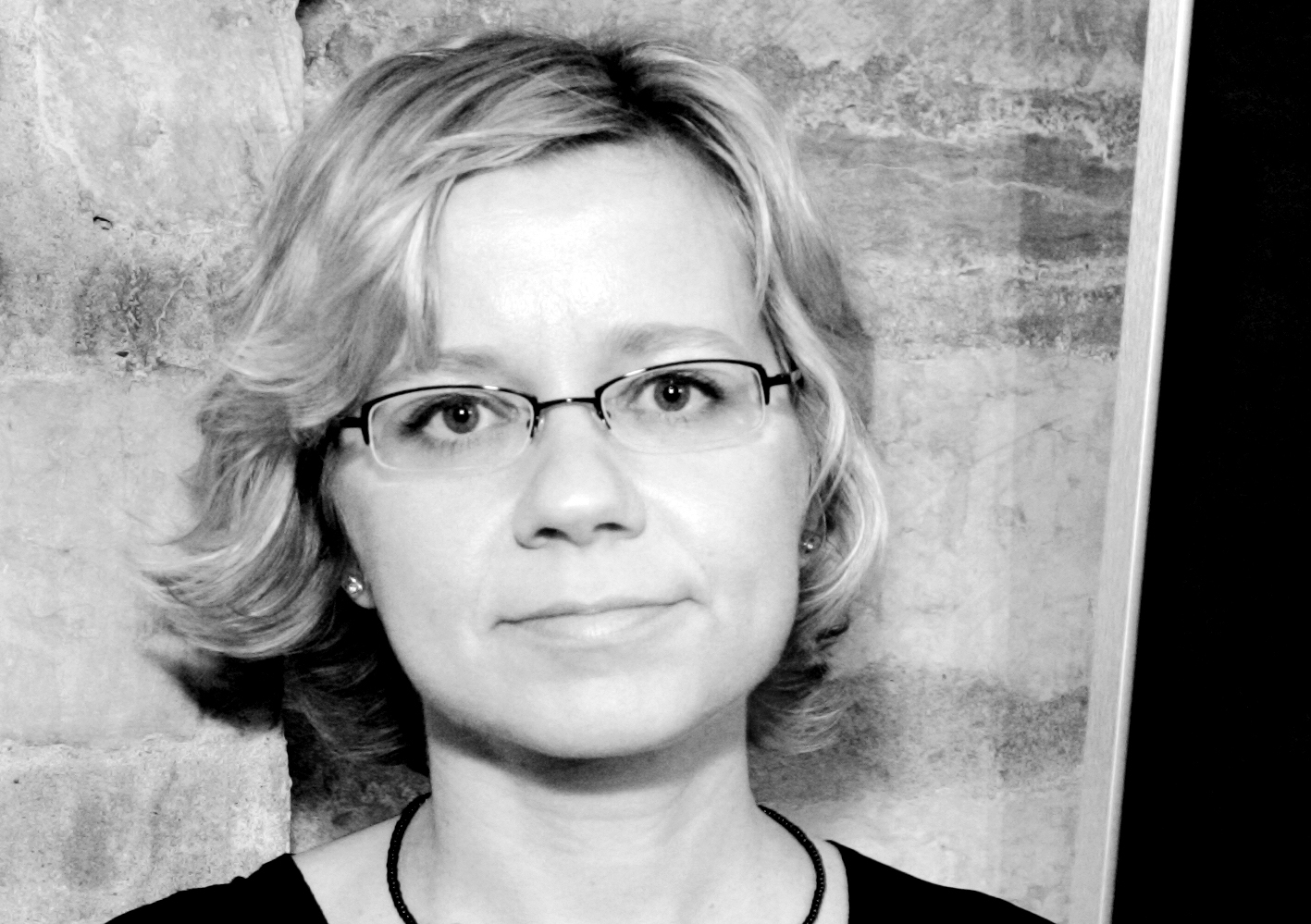
Piret Raud

Piret Raud (* 15. Juli 1971 in Tallinn) ist eine estnische Künstlerin, Kinderbuchautorin und Prosaistin.

## Leben
Piret Raud wurde als Tochter des Schriftstellerehepaars Eno Raud und Aino Pervik geboren. Die Schriftsteller Mihkel Raud und Rein Raud sind ihre älteren Brüder, der Schriftsteller Mart Raud war ihr Großvater. Sie ging in Tallinn zur Schule und studierte dort nach dem Abitur (1989) an der Kunsthochschule. 1995 schloss sie ihr Studium mit dem Bachelor of Arts und 1998 mit dem Master of Arts als Grafikerin ab. Sie war unter anderem als Kunstlehrerin und Redakteurin der Kinderzeitschrift Täheke ('Sternchen') tätig. Seit 1999 lebt sie als freischaffende Künstlerin und Schriftstellerin in Tallinn.

## Persönliche Ausstellungen
- 1993 Baroti Galerie, Klaipėda, Litauen
- 1995 Draakoni Galerie, Tallinn
- 1997 Galerie Sammas, Tallinn

## Bücher

### Kinderbücher (Auswahl)
- Kataleena isemoodi juuksed ('Kataleenas eigenartige Haare'). Tallinn: Sinisukk 1995. 15 S.
- Ernesto küülikud ('Ernestos Kaninchen'). Tallinn: Tänapäev 2004. 158 S.
- (gemeinsam mit Peeter Volkonski) Onu Volgi värsiaabits ('Onkel Volgis Versalphabet'). Tallinn: Eesti Entsüklopeediakirjastus 2004. 72 S.
- (gemeinsam mit Kauksi Ülle und Kerttu Soans) Hääd ööd! : emade õhtujutte : 23 juttu ('Gute Nacht. Mutters Gute-Nacht-Geschichten, 23 Stück'). Tallinn: Ajakirjade Kirjastus 2006. 83 S.
- Sanna ja salakütid ('Sanna und die Wilderer'). Tallinn: Tänapäev 2005. 205 S.
- Printsess Luluu ja härra Kere ('Prinzessin Lulu und Herr Kere'). Tallinn: Tänapäev 2008. 207 S.
- Härra Linnu lugu ('Die Geschichte vom Herrn Vogel'). Tallinn: Tammerraamat 2009. 35 S.
- Emma roosad asjad ('Emmas rosa Sachen'). Tallinn: Tammerraamat 2010. 56 S.
- Tobias ja teine B ('Tobias und das zweite B'). Tallinn: Mustvalge Kirjastus 2010. 107 S.
- Natuke napakad lood ('Etwas wunderliche Geschichten'). Tallinn: Tänapäev 2012. 90 S.
- Teistmoodi printsessilood ('Andersartige Prinzessingeschichten'). Tallinn: Tänapäev 2013. 104 S.
- Mina, emme ja meie igasugused sõbrad ('ICh, Mama und allemöglichen Freunde von uns') Tallinn: Tänapäev 2014. 97 S.
- Lugu Sandrist, Murist, tillukesest emmest ja nähtamatust Akslist ('Die Geschichte von Sander, Muri, der winzigen Mama und dem unsichtbaren Aksel'). Tallinn: Tänapäev 2015. 96 S.
- Kõik minu sugulased ('Alle meine Verwandten'). Tallinn: Tänapäev 2017. 116 S.[1]
- Lugu väikesest majast, kes tahtis olla kodu ('Die Geschichte vom kleinen Haus, das ein Zuhause sein wollte'). Tallinn: Tänapäev 2018. 28 S.
- Juurtega aed ('Garten mit Wurzeln'). Tallinn: Tänapäev 2020. 46 S.
- Meri ('Das Meer'). Tallinn: Tänapäev 2021. 32 S.

### Prosa
- Initsiaal purjeka ja papagoiga ('Initiale mit Segelboot und Papagei'). Tallinn: Tänapäev 2018. 201 S.
- Verihurmade aed ('Garten des Blutreizes'). Tallinn: Tänapäev 2019. 208 S.[2]
- Kaotatud sõrmed ('Die verlorenen Finger'). Tallinn: Tänapäev 2020. 173 S.

## Übersetzungen
Piret Rauds Kinderbücher sind in zahlreiche Sprachen übersetzt worden, auf Deutsch liegen bislang zwei Bücher vor:
- Die Geschichte vom Herrn Vogel. Übersetzt von Anu Lehmann. Leipzig: Leiv. 2010. 35 S.
- Das Ohr. Übersetzung: Gregory C. Zech (aus dem Englischen). s. l.: Midas Verlag AG 2020. [32 S.]